# Bársony István (villamosmérnök)
Bársony István (Nyíregyháza, 1948. július 19. –) Széchenyi-díjas (2015) magyar villamosmérnök, informatikus, fizikus, egyetemi tanár, a Magyar Tudományos Akadémia rendes tagja (2016). A műszaki tudományok kandidátusa (1988)

## Életpályája
Az NDK-ban szerzett villamosmérnöki diplomát 1971-ben a Ilmenaui Műszaki Egyetemen. 1982-ig a Híradástechnikai Ipari Kutató Intézet, 1993-ig a Mikroelektronikai Vállalat munkatársa volt. 1983–1993 között külföldön, egyetemen és vállalatnál is dolgozott. 1993-tól az MTA-nál, a BMEen és a Pannon Egyetemen professzor és kutató. 2010-ben a Magyar Tudományos Akadémia levelező, 2016-ban a rendes tagja lett.
Szakterülete a mikroelektronika, mikro- és nanotechnológia.

## Művei
- Szilíciumtechnológia – és amit neki köszönhetünk. Székfoglaló előadások a Magyar Tudományos Akadémián. 2017

## MTMT publikációs lista
- Publikációs listája az MTMT-ben

## Díjai
- A Magyar Érdemrend parancsnoki keresztje polgári tagozat: 2019
- Széchenyi-díj: 2015
- A Magyar Köztársasági Érdemrend tisztikeresztje: 2008
- Gábor Dénes-díj: 2008
- Best Invention Award (Science and Technology Agency, Japán): 1990